# Cervonîi Iar, Bereznehuvate
Cervonîi Iar (în ucraineană Червоний Яр) este un sat în comuna Lepetîha din raionul Bereznehuvate, regiunea Mîkolaiiv, Ucraina.

## Demografie
Componența lingvistică a localității Cervonîi Iar
     Ucraineană (96,53%)
     Rusă (2,78%)
     Alte limbi (0,69%)
Conform recensământului din 2001, majoritatea populației localității Cervonîi Iar era vorbitoare de ucraineană (96,53%), existând în minoritate și vorbitori de rusă (2,78%).